# Шугнанское шахство
Шугна́нское ша́хство, или Шугно́н (перс. شغنان‎), также Памирское шахство — независимое или полунезависимое памирское княжество до 1878 года (1895 года). Столицей Шугнанского шахства был Бар-Пандж-Кала с одноимённой крепостью, располагавшейся на левом берегу Пянджа (нынешний Афганистан). Шугнан делился на шесть сада.

## История
В середине XVIII века Шугнан был центром сопротивления между правителями Мавераннахра и Бадахшана. Так, в 1748 году объединённым силам Шугнана и Дарваза в битве у озера Шива удалось разбить войска эмира Бадахшана Султан-шаха (1748—1770) из династии Яридов.
В XVIII веке Шугнан, Рушан и Вахан вели постоянную борьбу против политической зависимости от Яридов и Дарваза. Владетели Шугнана, Рушана и Вахана являлись вассалами шахов Дарваза и платили им дань.
В конце XVIII века правители Дурранийской империи предпринимают первую попытку покорения Бадахшана. Пуштунам удаётся на некоторое время занять земли выше Аму-Дарьи, но в это вмешиваются узбекские беки, которые вытесняют пуштунов.
В 1830 Шугнан вместе с рядом других памирских княжеств был завоёван Кокандским ханством, но позднее реальная власть Коканда сошла на нет.
В XIX веке Шугнанское шахство, в которое входило и вассальное Рушанское, а также Шахдара и Гунт в долинах одноименных рек, то есть территории современных Рушанского, Шугнанского и Рошткалинского районов Таджикистана, а также Шугнанского района афганской провинции Бадахшан.

## Завоевание
В ходе Большой игры российскими войсками были завоеваны почти все узбекские ханства в Туркестане. Экспансия не обошла и Бадахшан, который стал одним из главных барьеров, разделяющих Британскую и Российскую империи.
После окончания Памирской экспедиции, Шугнан, согласно русско-английскому договору от 2 февраля (11 марта) 1895 года, был передан Бухарскому эмирату в качестве велаята вместо части Дарваза, лежащей на левом берегу Пянджа (Аму-Дарьи).

## Примечание
1. ↑  А. Маджлисов, 1967, p. 24.
2. 1 2 3 4  ИСТОРИЯ ШУГНАНА. Дата обращения: 2 апреля 2023. Архивировано 2 апреля 2023 года.
3. ↑  С. П. Толстов, 1962, p. 660.
4. ↑  Хуршед Юсуфбеков. Экспедиции Михаила Ионова и вхождение Памира в состав России. Дата обращения: 2 апреля 2023. Архивировано 24 июня 2021 года.